# Andrew Heaney
Andrew Heaney (né le 5 juin 1991 à Oklahoma City, Oklahoma, États-Unis) est un lanceur gaucher des Pirates de Pittsburgh de la Ligue majeure de baseball.

## Carrière

### Marlins de Miami
Andrew Heaney est repêché par les Rays de Tampa Bay au 24e tour de sélection en 2009 mais il repousse l'offre et rejoint les Cowboys de l'université d'État de l'Oklahoma à Stillwater. Il signe son premier contrat professionnel avec les Marlins de Miami, qui en font en juin 2012 leur premier choix et le 9e athlète sélectionné au total à cette séance du repêchage des joueurs amateurs. En 2013, Heaney apparaît au 43e rang de la liste des 100 meilleurs joueurs d'avenir dressée annuellement par Baseball America et occupe l'année suivante la 30e place du palmarès.
Andrew Heaney fait ses débuts dans le baseball majeur comme lanceur partant des Marlins de Miami le 19 juin 2014 contre les Mets de New York. Il lance un fort match, n'accordant que 4 coups sûrs en 6 manches lancées mais accorde en première manche l'unique point du match et écope de la défaite, tandis que son opposant, Zack Wheeler, lance un blanchissage pour New York. Il joue sept matchs des Marlins en 2014, dont deux comme lanceur de relève. En 29 manches et un tiers lancées, sa moyenne de points mérités s'élève à 5,83 et il encaisse 3 défaites.

### Angels de Los Angeles
Le 10 décembre 2014, Heaney change de club deux fois le même jour. D'abord cédé aux Dodgers de Los Angeles dans une transaction à 7 joueurs qui envoie notamment Dee Gordon à Miami, il est immédiatement transféré aux Angels de Los Angeles en échange du joueur de deuxième but Howie Kendrick.